# 巨赤芽球性貧血
巨赤芽球性貧血（きょせきがきゅうせいひんけつ、英: Megaloblastic anemia）とは、ビタミンB12または葉酸の欠乏によってDNAの合成が阻害され、正常な赤芽球が産生されず異常な巨赤芽球が産生される貧血である。

## 症状
舌炎（悪性貧血ではハンター舌炎）、深部知覚低下、年齢に不相応な白髪、腱反射減弱、しびれ。